# マクデブルク級小型巡洋艦
| マクデブルク級小型巡洋艦                    | マクデブルク級小型巡洋艦                                                               |
| ------------------------------------------- | -------------------------------------------------------------------------------------- |
| 竣工当時の「マクデブルク（SMS Magdeburg）」 |                                                                                        |
| 艦級概観                                    |                                                                                        |
| 艦種                                        | 小型巡洋艦                                                                             |
| 艦名                                        | 地名                                                                                   |
| 前級                                        | コルベルク級                                                                           |
| 次級                                        | カールスルーエ級                                                                       |
| 性能諸元（データはネームシップのもの）      |                                                                                        |
| 排水量                                      | 常備：4,535トン 満載：4,570トン                                                        |
| 全長                                        | 138.7m 136.0m（水線長）                                                                |
| 全幅                                        | 13.5m                                                                                  |
| 吃水                                        | 艦首：4,4m 艦尾：5.16m                                                                 |
| 機関                                        | 海軍式シュルツ・ソーニクロフト型石炭専焼水管缶16基 +ベルクマン式直結タービン3基3軸推進 |
| 最大出力                                    | 29,904hp                                                                               |
| 最大速力                                    | 27.6ノット                                                                             |
| 航続距離                                    | 12ノット/5,820海里                                                                     |
| 燃料                                        | 石炭：450トン（計画）、1,200トン（常備）                                               |
| 乗員                                        | 354名                                                                                  |
| 兵装                                        | クルップ 10.5cm（45口径）単装速射砲12基 50cm魚雷発射管2門 機雷120個                    |
| 防御                                        | 舷側：60mm（最厚部） 甲板：40mm（最厚部） 主砲防盾：50mm 司令塔：100mm                 |

マクデブルク級小型巡洋艦（マクデブルクきゅう こがたじゅんようかん；ドイツ語:Kleiner Kreuzer der Magdeburg-Klasse）は1910年から1912年にかけてドイツ帝国海軍が初めて建造した軽巡洋艦の艦級でドイツ海軍では小型巡洋艦に類別していた。

## 概要

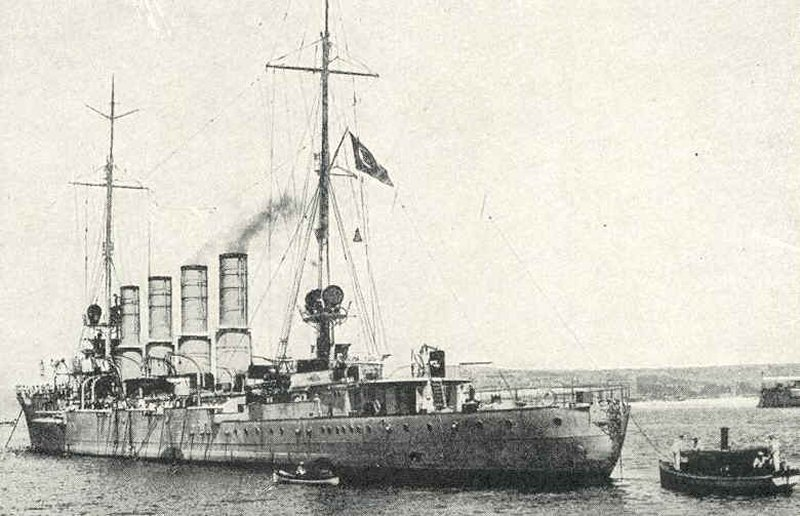
ブレスラウはオスマン帝国海軍に移籍して「ミディッリ」と改名されて就役した。1916年に主砲を15cm速射砲に換装した。

本級は1908～1910年海軍計画に置いて4隻が建造されたクラスである。高速性能のために艦首の衝角を廃止して凌波性の良いクリッパー型の艦首に改められると共に、前級以上の高速力を求めボイラーを増設したため、4本煙突となっている。防御面においてドイツの小型巡洋艦としては初めて舷側装甲が施され、引き続き浸水や断片防御に石炭庫を防御区画として用いていた。
しかし、武装は防護巡洋艦時代の10.5cm速射砲のままで、仮想敵国のイギリスでは威力に勝る15.2cm速射砲を採用していたのに後れを取り、後に第一次世界大戦序盤に戦没したマクデブルクを除き主砲を15cm砲に換装して攻撃力を高めていた。対空火器として8.8cm高角砲2門を追加している。
推進機関は幾つかのバリエーションがあり、マクデブルク、シュトラールズントはベルクマン式タービン3基3軸、ブレスラウはAEG・フルカン式タービン2基4軸、シュトラースブルクはドイツ海軍式タービン2基2軸であったが、速力に大きな差異はない。
小型巡洋艦という艦種から損耗は激しかったが、ドイツ海軍の艦籍でシュトラールズントとシュトラースブルクが無事除籍でき、この2隻は賠償艦に指定された。シュトラールズントはフランス海軍で「ミュルーズ」と改名され、シュトラスブルクはイタリア海軍で「タラント」と改名されてそれぞれ就役した。

## 同型艦
- マクデブルク（ドイツ語版） Magdeburg - 1914年8月26日触雷沈没。
- ブレスラウ Breslau - 1918年1月20日触雷沈没（オスマン帝国艦ミディッリ Midilliとして）
- シュトラースブルク Straßburg - 1944年空襲を受け沈没（イタリア艦タラント Tarantoとして）
- シュトラールズント Stralsund - 1933年除籍（フランス艦ミュルーズ Mulhouseとして）

## 参考図書
「世界の艦船　増刊第60集　ドイツ巡洋艦史」（海人社)
- 「Conway All The World's Fightingships 1906–1921」（Conway）